# Sylvain N'Diaye
Sylvain N'Diaye (París, Francia, 25 de junio de 1976) es un futbolista francés de origen senegalés. Jugaba de defensa y actualmente está retirado.

## Selección nacional
Ha sido internacional con la selección de fútbol de Senegal en 17 ocasiones.

### Participaciones en Copas del Mundo
| Mundial                        | Sede                  | Resultado        |
| ------------------------------ | --------------------- | ---------------- |
| Copa Mundial de Fútbol de 2002 | Corea del Sur y Japón | Cuartos de final |

### Participaciones en Copa Africana de Naciones
| Copa                           | Sede  | Resultado        |
| ------------------------------ | ----- | ---------------- |
| Copa Africana de Naciones 2002 | Malí  | Subcampeón       |
| Copa Africana de Naciones 2004 | Túnez | Cuartos de final |

## Clubes
| Club                    | País    | Año         |
| ----------------------- | ------- | ----------- |
| Girondins de Burdeos    | Francia | 1996 - 1997 |
| FC Martigues            | Francia | 1997 - 1998 |
| KAA Gent                | Bélgica | 1998 - 1999 |
| Toulouse FC             | Francia | 1999 - 2000 |
| Lille Olympique         | Francia | 2000 - 2003 |
| Olympique de Marsella   | Francia | 2003 - 2006 |
| Levante Unión Deportiva | España  | 2005 - 2007 |
| Club Deportivo Tenerife | España  | 2007 - 2008 |
| Stade de Reims          | Francia | 2008 - 2010 |
| AS Cannes               | Francia | 2010 - 2011 |

## Palmarés

### Copas internacionales
| Título         | Club                  | País    | Año  |
| -------------- | --------------------- | ------- | ---- |
| Copa Intertoto | Olympique de Marsella | Francia | 2005 |